# Meereszonen

Basislinie und Staatsgrenze

Seerechtliche Zonen nach dem Seerechtsübereinkommen

Unter Meereszonen im seerechtlichen Sinne versteht man die im Seerechtsübereinkommen (SRÜ) der UN genannten Gebiete, in denen ein Küstenstaat bestimmte hoheitliche Rechte ausüben kann:
- Innere Gewässer
- Küstenmeer
- Anschlusszone
- Ausschließliche Wirtschaftszone (AWZ)
- Festlandsockel
- Hohe See

## Bedeutung
Von den oben genannten Meereszonen unterliegen die Inneren Gewässer und das Küstenmeer der (nur durch das Völkerrecht eingeschränkten) staatlichen Souveränität des Küstenstaates und zählen somit zum Staatsgebiet. Ein Beispiel für eine solche Einschränkung ist das Recht der friedlichen Durchfahrt für fremde Schiffe.
Anschlusszone, Ausschließliche Wirtschaftszone (AWZ) und Festlandsockel sind Zonen, in denen der Küstenstaat bestimmte, genau definierte Rechte (insbesondere zur wirtschaftlichen Nutzung) besitzt. Diese Zonen gehören jedoch nicht zum Staatsgebiet.
Die Hohe See ist dagegen nach dem Seerechtsübereinkommen den Souveränitätsansprüchen der Küstenstaaten dauerhaft entzogen und wird als gemeinsames Erbe der Menschheit betrachtet.
Generell kann somit gesagt werden, dass von Land nach See hin die hoheitlichen Befugnisse des Küstenstaates stufenweise abnehmen.

## Topografische Abgrenzung
Grundlage für die topografische Abgrenzung der Meereszonen ist die Basislinie.